# Liste der Monuments historiques in Parthenay-de-Bretagne
Die Liste der Monuments historiques in Parthenay-de-Bretagne führt die Monuments historiques in der französischen Gemeinde Parthenay-de-Bretagne auf.

## Liste der Bauwerke
| Bezeichnung       | Beschreibung | Standort | Kennzeichnung | Schutzstatus | Datum | Bild |
| ----------------- | ------------ | -------- | ------------- | ------------ | ----- | ---- |
| Kirche Notre-Dame |              | (Lage)   | PA00090652    | Inscrit      | 1939  |      |

## Liste der Objekte
- Monuments historiques (Objekte) in Parthenay-de-Bretagne in der Base Palissy des französischen Kultusministeriums